# ザビーネ・ロイトホイサー＝シュナレンベルガー
ザビーネ・ロイトホイサー＝シュナレンベルガー（Sabine Leutheusser-Schnarrenberger, IPA: [zaˈbiːnə ˈlɔʏthɔʏsɐ ˈʃnaʀənˌbɛɐ̯ɡɐ], 1951年7月26日 - ）は、ドイツの政治家。自由民主党 (FDP) 所属。党内では小規模な社会自由主義派の領袖である。1992年から1996年のヘルムート・コール内閣と、2009年から2013年の第2次メルケル内閣で連邦司法相を務めた。愛称は「シュナリ」や「SLS」。

## 経歴
ノルトライン＝ヴェストファーレン州ミンデンで生まれる。1970年にミンデンのギムナジウムを卒業後、ゲッティンゲン大学とビーレフェルト大学で法学を修めた。1975年にハムで第一次国家試験に、1978年にデュッセルドルフで第二次国家試験に合格。同年に FDP へ入党。
1979年から1990年まで、ミュンヘンのドイツ特許庁に勤務。最終的には専務理事にまで上りつめた。1990年12月12日にドイツ連邦議会議員となり、1991年に FDP の連邦評議会議員に就任。1992年5月18日に連邦司法相に抜擢された。1995年、ドイツでは盗聴が私的領域の侵害に当てはまるか否かをめぐって、世論をも巻き込む一大問題となった。このなかでシュナレンベルガーは、市民の私的領域に干渉する国家権力の拡大に対して、強硬なまでに異を唱えた。FDPがこの問題で、キリスト教民主同盟 (CDU) 率いる保守勢力を支持することを党員投票によって決めると、彼女は1996年1月1日に大臣を辞任した。1997年から議員活動のかたわら、ミュンヘンで弁護士を開業した。
2009年から2013年まで、シュナレンベルガーは第2次メルケル内閣で再び連邦司法相を務めた。同内閣にはFDPから5名が入閣したが、そのうち女性はシュナレンベルガーのみであった。在職中はFDPのリベラル路線を推進したが、しばしばトーマス・デメジエールやハンス＝ペーター・フリードリヒといった保守派の内相から抵抗を受けた。
2013年にはドイツ政府から欧州評議会の次期事務総長に推され、彼女自身それ以降20か国以上を訪れたが、2014年6月24日に行われた第1回投票で落選した。
2013年ドイツ連邦議会選挙でFDPは得票率が5％に達せず全議席を喪失したため、シュナレンベルガーも議席を失い、司法相を退任した。連邦司法相退任後も、シュナレンベルガーはしばしばドイツメディアで人権やデータ保護に関する論評を発信している。2014年には、グーグルから忘れられる権利に関する諮問評議会の委員に任命された。

## 人物
夫のホルスト・ロイトホイサーは CDU 所属の弁護士で、ミンデンの副市長を務めたが、2006年に死去した。叔父のヴォルフガング・シュタムベルガーも、西ドイツの司法相（1961年 - 1962年）であった。